# Schrankia acuminalis
Schrankia acuminalis là một loài bướm đêm trong họ Erebidae.